# 南斯拉夫政变
南斯拉夫政变是1941年3月27日在南斯拉夫王国贝尔格莱德发生的推翻南斯拉夫王国摄政王保罗亲王，实现彼得二世亲政的政变。此次政变是杜尚·西莫维奇司令领导的亲西方的塞尔维亚民族主义南斯拉夫皇家空军军官策划并发动。彼得二世在政变发生时并不知情。南斯拉夫共产党并未直接参与政变，但通过发动群众抗议，客观上促成了政变的成功。政变发生前两天，首相德拉吉莎·茨维特科维奇刚刚签署了《三国同盟条约》，政变的发生最终直接导致了纳粹德国入侵南斯拉夫，进而推迟了纳粹德国入侵苏联的巴巴罗萨计划。